# Lebiedzie (województwo mazowieckie)
Lebiedzie – wieś w Polsce położona w województwie mazowieckim, w powiecie sokołowskim, w gminie Sterdyń. Ma status sołectwa. Obok miejscowości przepływa rzeczka Buczynka, dopływ Bugu.
| SIMC    | Nazwa             | Rodzaj  |
| ------- | ----------------- | ------- |
| 0690536 | Golanki           | kolonia |
| 0690542 | Lebiedzie-Kolonia | kolonia |

W latach 1975–1998 miejscowość administracyjnie należała do województwa siedleckiego.
Mieszkańcy wyznania rzymskokatolickiego należą do parafii św. Anny w Sterdyni.